# Kościół Wniebowzięcia Najświętszej Maryi Panny w Staromieściu
Kościół Wniebowzięcia Najświętszej Maryi Panny – rzymskokatolicki kościół parafialny należący do parafii pod tym samym wezwaniem (dekanat lelowski diecezji kieleckiej).

## Historia
Mała murowana świątynia została wzniesiona w XIV wieku. W 1794 roku została zniszczona przez pożar. Kościół został odbudowany i wyremontowany, natomiast w 1877 roku poddano go rozbudowie. Ostatni raz świątynia została rozbudowana w latach 1960–1970. W 2006 roku prezbiterium kościoła zostały poddane renowacji. Świątynia otrzymała również nowe pokrycie dachu. Do wyposażenia kościoła należą m.in. obraz Matki Bożej Bolesnej namalowany w XVII wieku i kamienna rzeźba Madonny z Dzieciątkiem wykonana w XIV wieku.

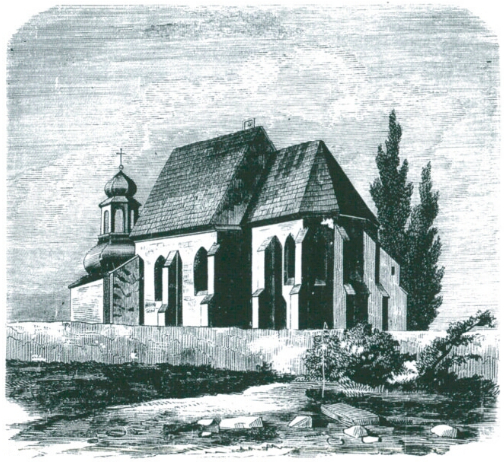
kościół na drzeworycie z 1861 roku